# Chinesische Teekultur

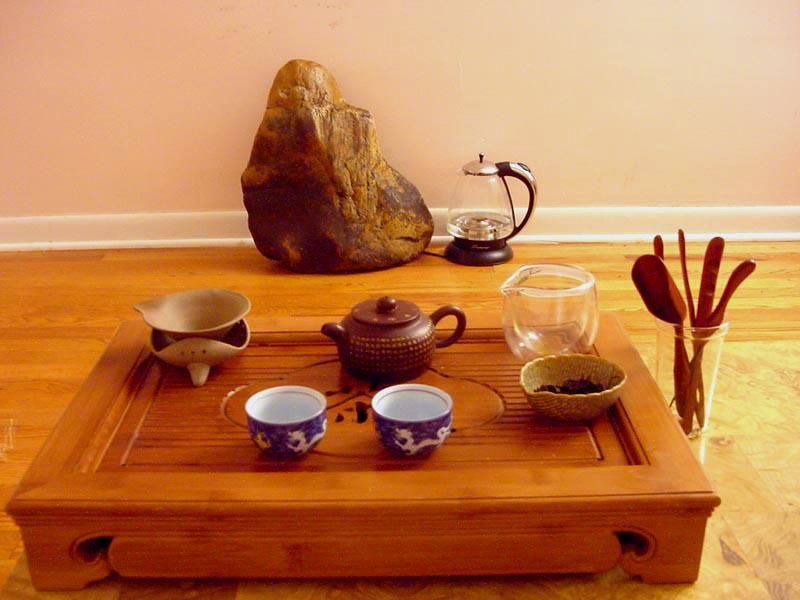
Chinesisches Teezubehör (茶具)

Die chinesische Teekultur (chinesisch 中國茶文化 / 中国茶文化, Pinyin zhōngguó chá wénhuà) ist ein bedeutender Teil der chinesischen Kultur und die weltweit älteste ihrer Art. Die japanische Teekultur hat ihre Wurzeln in China, wurde aber im Laufe der Zeit unabhängig weiterentwickelt. Auch in China gibt es eine eigene Teezeremonie, die übersetzt Teekunst (茶藝 / 茶艺,  cháyì) genannt wird. Nach der Unterdrückung der öffentlichen Teekultur während der Kulturrevolution (1966–1977) und der Schließung vieler Teehäuser war sie nur noch im Süden und Westen Chinas (beispielsweise in Hongkong, Macau) sowie auf Taiwan wirklich verbreitet. Das Teetrinken hat sich jedoch bis heute unverändert in den Familien erhalten. In der traditionellen chinesischen Teekultur trinkt man zubereiteten Tee gewöhnlich ohne jeglichen Zusatz. Von den verschiedenen Teesorten wird der Grüntee von den meisten Chinesen bevorzugt. Im Zuge des wirtschaftlichen Aufstiegs Chinas kommt auch die althergebrachte Teekultur wieder verstärkt zur Geltung.
Die Verarbeitung des Tees und die in China damit verbundenen Gebräuche sind Bestandteil des nationalen und internationalen immateriellen Kulturerbes.

## Teeanbau und Teesorten

Verarbeitungsstufen der sechs Teesorten

Der chinesische Tee wird vor allem im Süden des Landes angebaut. Der grüne Tee kommt aus den ostchinesischen Provinzen Zhejiang, Anhui und Fujian, der Oolong-Tee aus Fujian oder Taiwan, der gelbe Tee aus Hunan und der rote Tee aus Sichuan und Yunnan.
In China unterscheidet man im Wesentlichen sechs Teesorten:
- 綠茶 / 绿茶,  lǜchá – „Grüner Tee“
- 白茶,  báichá – „Weißer Tee“
- 黃茶 / 黄茶,  huángchá – „Gelber Tee“
- 烏龍茶 / 乌龙茶,  wūlóngchá – „Oolong-Tee“ (halboxidierter Grüntee)
- 普洱茶,  pǔ'ěrchá – „Pu-Erh Tee“ (nachfermentierter Tee aus der Stadt Pu’er)
- 紅茶 / 红茶,  hóngchá – „Roter Tee“ (dt. Schwarzer Tee)

Es ist auch durchaus üblich, anstatt des Gelben Tees beduftete Tees (wie etwa Jasmintee) als sechste Sorte einzuordnen. Ein anderes Beispiel für Aromatisierung stellt der Lapsang Souchong dar, welcher mit chinesischem Kiefernholz geräuchert wird.
Bei der Wahl eines guten Tees sind Frische (natürliche, nicht zu helle und nicht zu dunkle Teeblatt-Farbe), Natürlichkeit (ohne Konservierungs- und ohne Geruchsstoffe), ungeteiltes Teeblatt (ganze Teeblätter statt Tee-Pulver oder -Staub) und Gleichartigkeit des Naturprodukts (einzelne Teeblätter haben ähnliche Farbe und Form) die wichtigsten Kriterien.

## Geschichte

### Früheste Zeugnisse

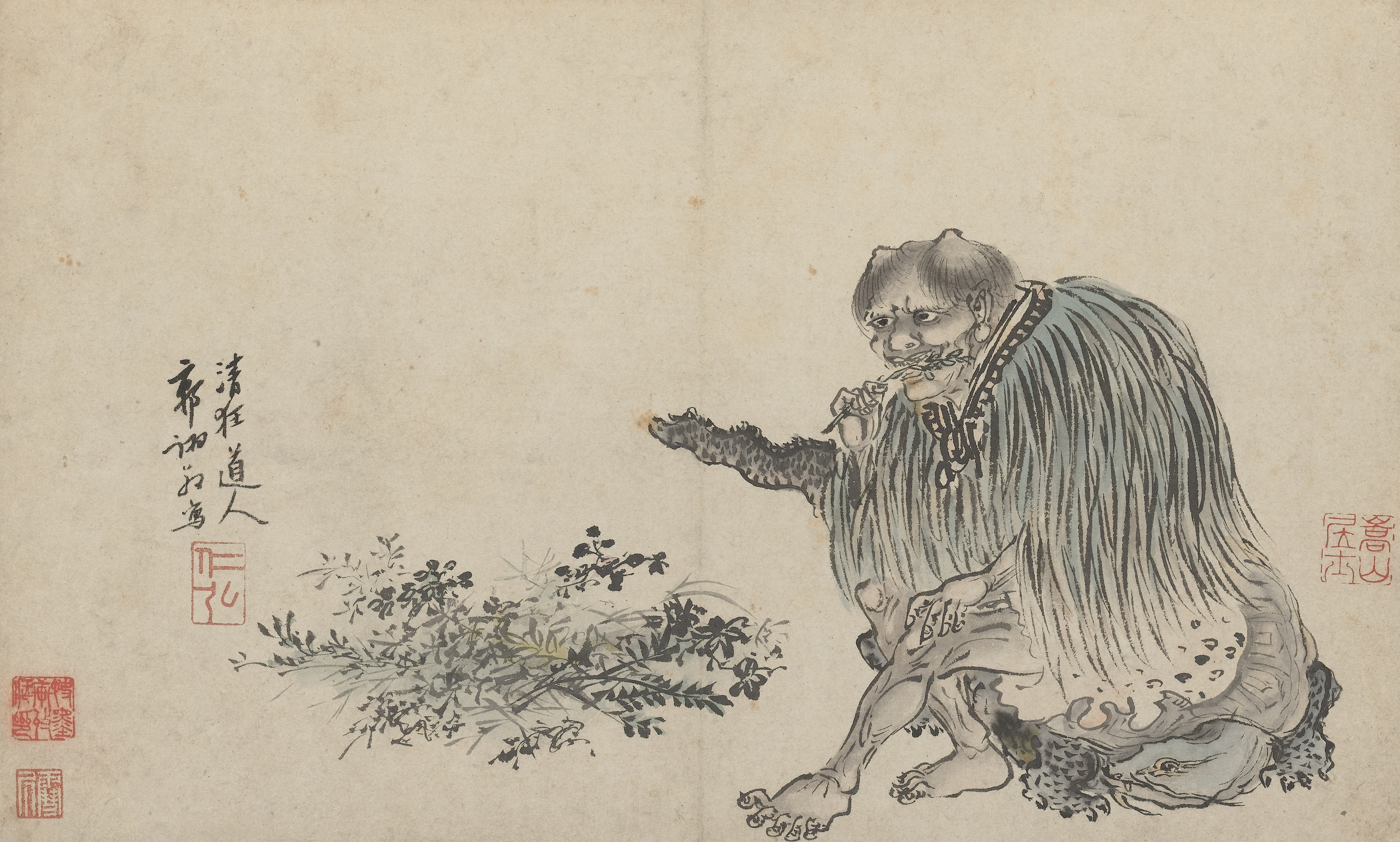
Shennong untersucht eine Pflanze.

China ist das Mutterland des Teeanbaus. Wann damit genau begonnen wurde, lässt sich jedoch nicht nachweisen. Sicher ist, dass es bereits im Jahr 221 v. Chr. unter der Qin-Dynastie eine Teesteuer gab. Techniken, um den Tee für den Transport haltbar zu machen, waren noch unbekannt. Tee wurde daher überwiegend in den südchinesischen Gebieten getrunken, in denen die Pflanzen angebaut wurden. In der chinesischen Literatur wird Tee erstmals um 290 in der Geschichte der Drei Reiche erwähnt: Sun Hao (reg. 264–280), der letzte Kaiser der Wu-Dynastie, soll dem Alkohol so stark zugesprochen haben, dass sein Hofhistoriker Wei Zhao den Wein ab und zu durch Tee ersetzte, um die Trinkgelage zu überstehen. In einer Geschichtensammlung aus der Zeit der Westlichen Jin (265–316) wird erwähnt, dass „echter Tee das Bedürfnis des Menschen nach Schlaf verringert“ und daher zu meiden sei. Tee wird überwiegend mit seiner Ursprungsregion Sichuan in Verbindung gebracht, war aber schon über die Region hinaus bekannt. Weitere frühe Schriften, die Tee erwähnen, sind überwiegend in den Anekdotensammlungen in Lu Yus Werk Chajing (780) überliefert. Die Erforschung literarischer Quellen der Frühzeit ist dadurch erschwert, dass ein einheitliches Schriftzeichen für Tee (茶,  chá) erst im 8. Jahrhundert aufkam. Ursprünglich besaß das Schriftzeichen noch einen weiteren horizontalen Strich (荼,  tú – „bitteres Kraut“), so dass nicht immer erkennbar ist, ob sich ein alter Text tatsächlich auf Tee oder eine andere bitter schmeckende Pflanze bezieht.

### Tang-Zeit

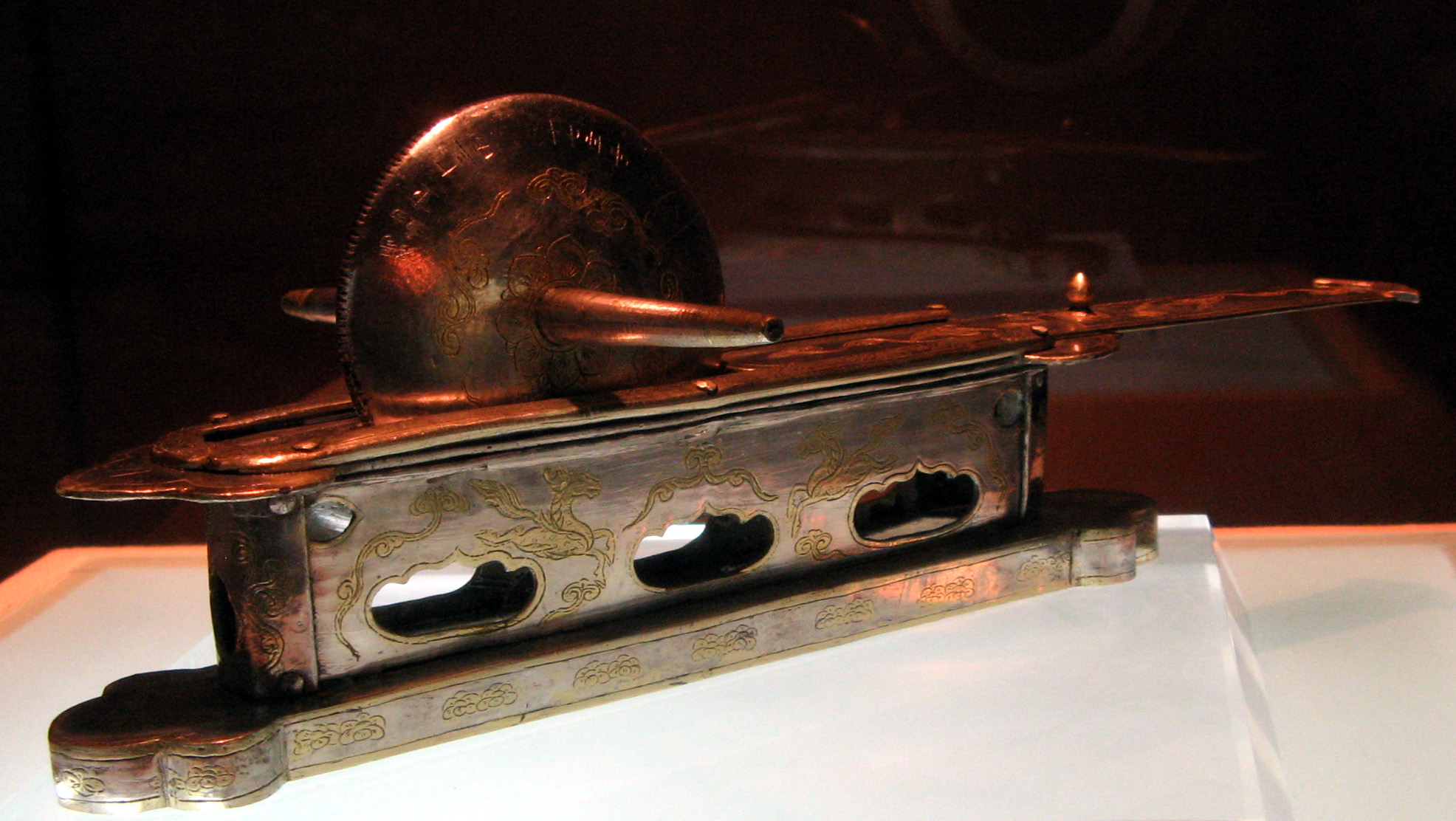
Teemühle aus dem Famen-Kloster; vor 874

Zur Zeit der Tang-Dynastie (618–907) verdrängte Tee die alkoholischen Getränke, die bis dahin bei den Zusammenkünften der gesellschaftlichen Elite als Genussmittel getrunken wurden. Benn (2015) vermutet, dass sich die Sitte des Teetrinkens in Zusammenhang mit der buddhistischen Lehre verbreitete. Buddhistische Mönche tranken während ihrer Meditation Tee, um wach zu bleiben, oder als Medizin. Dieser Brauch soll nach Lu Yu zuerst im Lingyang-Kloster auf dem Berg Tai eingeführt worden sein und sich von dort in andere Klöster ausgebreitet haben. Nach einiger Zeit begannen die Mönche, selbst Tee anzubauen und damit Handel zu treiben. Tangzeitliche Dichter wie Li Bai und Du Fu widmeten dem Tee Gedichte, in denen sie das Teetrinken mit Themen wie Langlebigkeit und Transzendenz, Freundschaft, Festlichkeit und Abschied in Verbindung brachten. In der Tang-Zeit erschien auch das weltweit erste Buch über Tee, das Chajing von Lu Yu, der als Waise in einem buddhistischen Kloster aufgewachsen war und zeit seines Lebens in engem Austausch mit buddhistischen Mönchen und Gelehrten stand. Im Chajing ist erstmals die Legende beschrieben, wonach Shennong die Eigenschaften der Teepflanze entdeckt habe.

### Song-Zeit

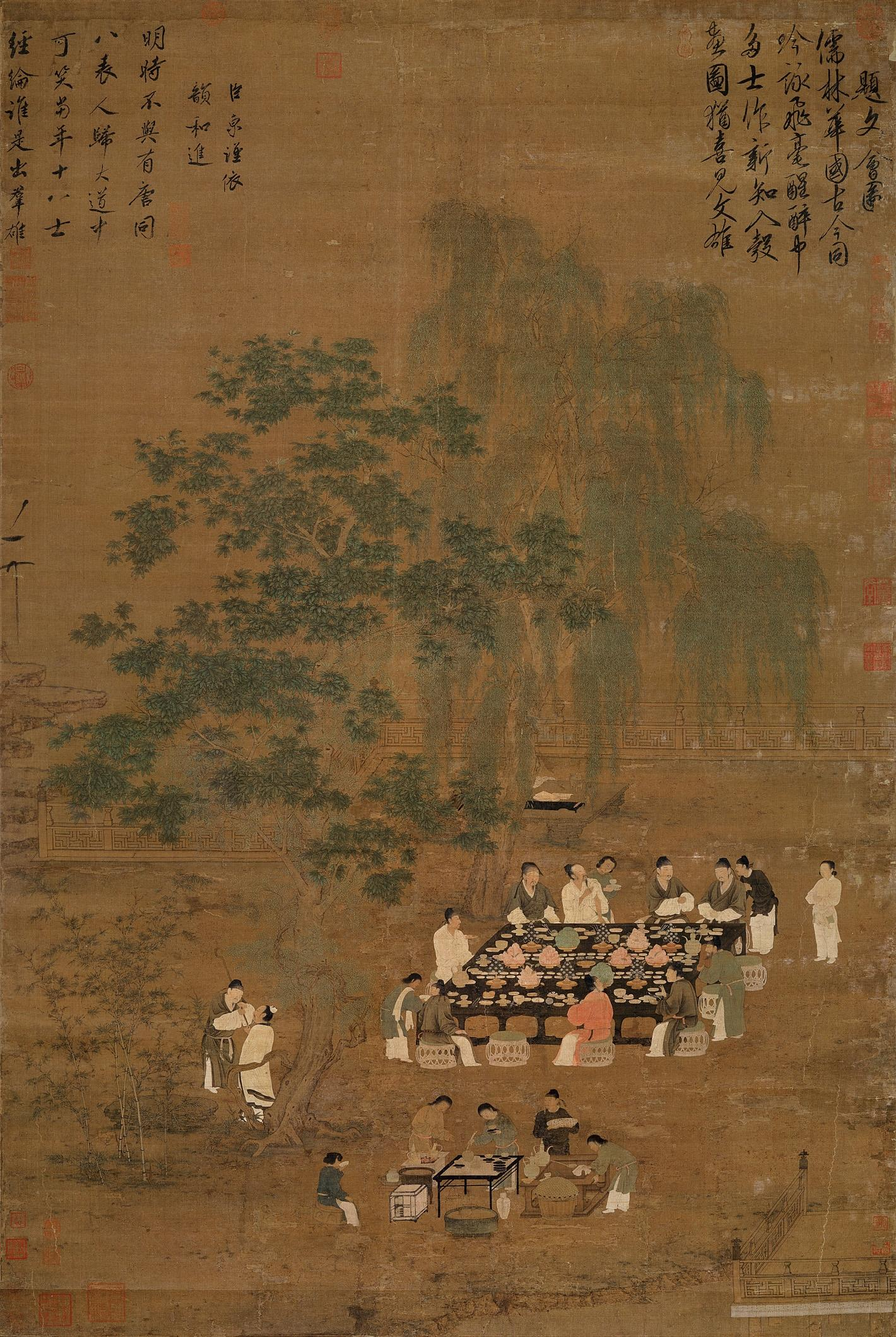
Literatentreffen 文會 der Song-Zeit; im Vordergrund bereiten Diener Tee zu.

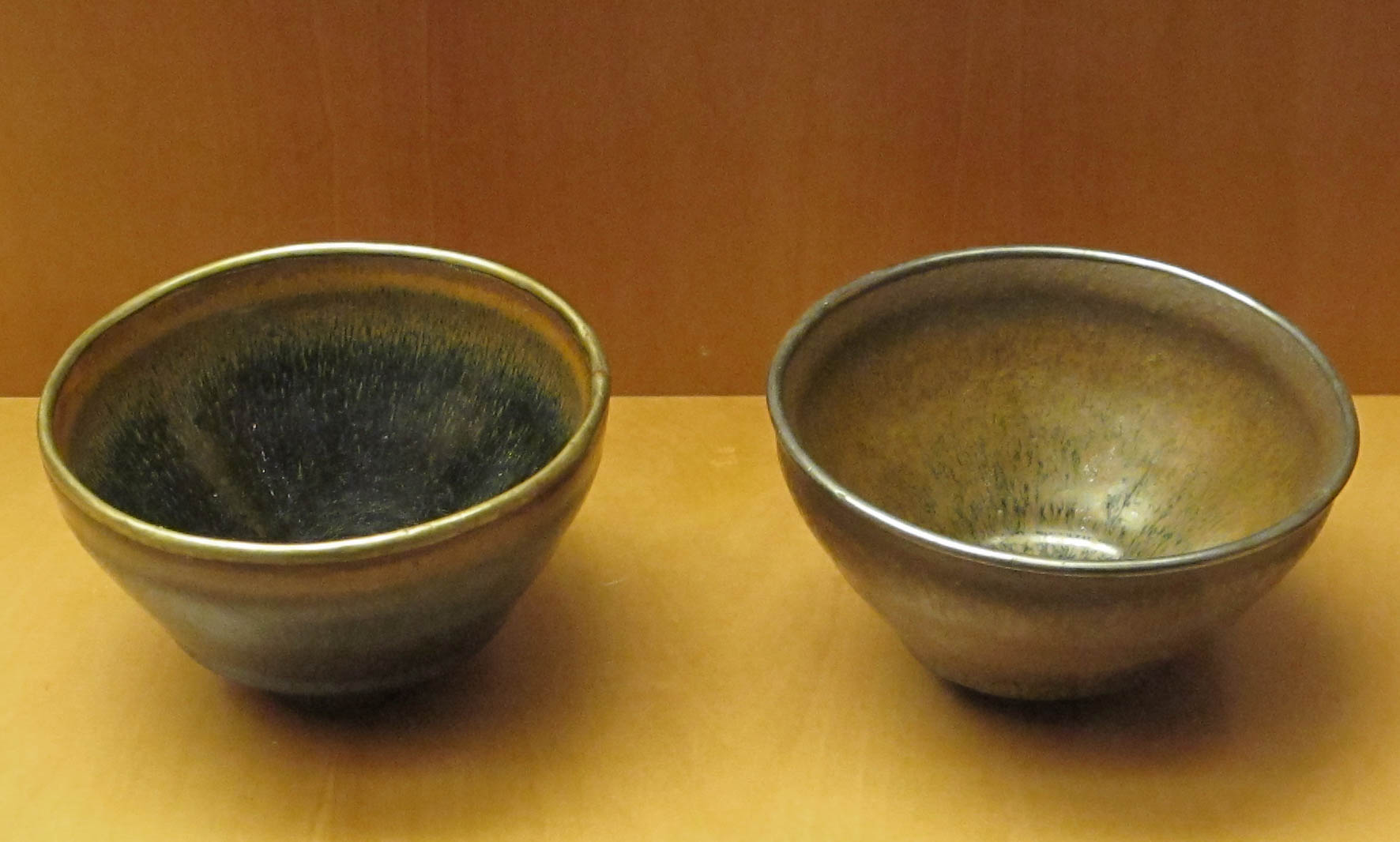
Teeschalen (茶碗, 茶盏) aus der Song-Zeit

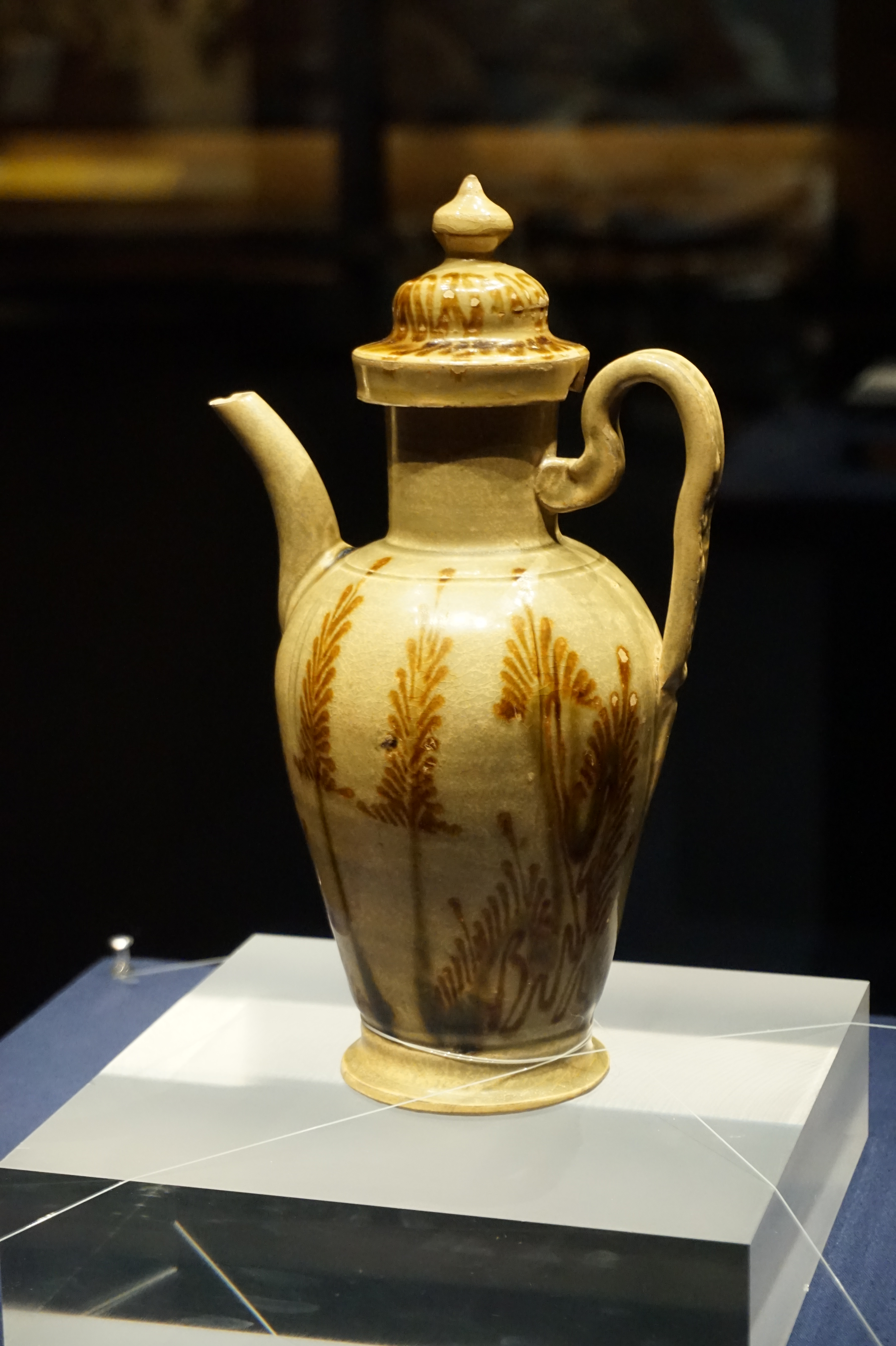
Deckelkrug (壶) zum Aufgießen des Teepulvers mit heißem Wasser. Nördliche Song, Wenzhou Museum.

Die Zeit der Song-Dynastie (960–1279) brachte weitere wichtige Entwicklungen in der Geschichte des Tees: Die Provinz Fujian wurde als Anbaugebiet für den direkt an den kaiserlichen Hof zu entrichtenden Tributtee erschlossen. Vor der Songzeit war Tee dort nicht in nennenswerter Weise angebaut worden, die Region wirtschaftlich unterentwickelt. Die Entwicklung des Papiergelds und des Kreditwesens führte zu einem allgemeinen Aufschwung des Handels. In Sichuan war der Teeanbau schon länger ein umfangreicher, profitabler Wirtschaftsfaktor; Tee aus der Region wurde auf verschiedenen Teerouten über weite Entfernungen gehandelt. Im Zuge der Reformen Wang Anshis (1021–1086) entstand in Sichuan eine eigene Teeagentur, die Tee zu festgesetzten Preisen aufkaufte. Der Tee wurde auf der Tee-Pferde-Straße nach Tibet und Indien gebracht und dort gegen Pferde eingetauscht. Während Tee – meist in Form von Ziegeln oder runden Fladen gepresst – so Eingang in die tibetische und indische Teekultur fand, blieben Pferde von jenseits der Landesgrenzen bis zum Verbot des Pferdehandels 1735 eine bedeutende Stütze der militärischen Macht Chinas.
Tee erscheint zu dieser Zeit erstmals als Getränk, das bei Zusammenkünften von Adligen und buddhistischen Gelehrten gereicht und nach verfeinerten ästhetischen Gesichtspunkten (Gestalt der Blätter, Duft, Geschmack) bewertet wurde. Das Teetrinken verbreitete sich in der gesellschaftlichen Elite. Teewettbewerbe dienten zur Unterhaltung, und um den eigenen gehobenen Geschmack darzustellen, und verdrängten die bisher üblichen alkoholischen Trinkspiele. Technische Fortschritte in der Keramikherstellung machten es möglich, spezielle Teewaren für die Oberschicht zu entwickeln. Verbreitet waren weite, flache Teeschalen aus Schwarzporzellan (建,  jiàn), die in der Präfektur Jianyang hergestellt wurden. Die in der Tangzeit aufgekommene Verbindung von Tee, Musik und Konversation wurde in der Songzeit verfeinert; Teekennerschaft wurde zum Kennzeichen der Literaten. Erstmals werden auch Fälschungen berühmter Teesorten dokumentiert.
Tee wurde zur Songzeit entweder in Form gepresster Fladen (pian cha) oder loser Blätter (san cha) gehandelt. Poetische Handelsnamen und besonders kostbare Verpackung betonten den Charakter bestimmter Teesorten als Luxusgüter. Bücher wie das 1107 geschriebene Über Tee aus der Daguan-Regierungsperiode (Daguan cha lun) von Kaiser Song Huizong (reg. 1100–1126) widmeten sich nicht mehr nur dem Getränk selbst, sondern auch den Einzelheiten des Anbaus der Teepflanzen, der Auswahl und Verarbeitung der Blätter und der Zubereitung des Tees. Ein besonderer Tee wurde im Jian'an-Distrikt von Fujian hergestellt. Die dortige Nördliche Plantage (Beiyuan) war schon zur Zeit der Südlichen Tang verstaatlicht worden und belieferte bis zu Beginn der Ming-Zeit den Kaiserhof. Der zu flachen runden Kuchen gepresste Tee erhielt durch die Verarbeitung einen wachsartigen Glanz und wurde daher „Wachstee“ (la cha) genannt. Tee in Form loser Blätter wurde in Sichuan, Jiangsu, Zhejiang und Fujian produziert.
Zur Zubereitung wurden sowohl Teefladen als auch lose Teeblätter in Papier gewickelt und darin mit einem Hammer zerkleinert, die Fragmente dann in einer Rollmühle gemahlen und schließlich gesiebt. Das feine Teepulver wurde in eine vorgewärmte Teeschale gegeben und mit heißem Wasser aus einer hohen Deckelkanne mit langer, dünner Tülle (ping) aufgegossen. Mit einem Teebesen aus Bambus wurde der Tee aufgeschlagen. Diese Technik wurde diancha (etwa „Zeigetee“) genannt, weil der Wasserstrahl aus der Kanne auf den Tee „zeigte“.

### Ming-Dynastie

Yixing-Teekanne des bekannten Töpfers Yun Gong – 允公, Mingzeit

1391 verbot Kaiser Hongwu, der Begründer der Ming-Dynastie, die Tributzahlung in Form von gepresstem Tee, da dessen aufwändige Herstellung „die Kräfte des Volkes überfordere“. In Zukunft sollten lose Teeblätter als Tribut entrichtet werden. Zhu Quan, ein Sohn Hongwus, der ein zurückgezogenes Leben als Einsiedler führte, begründete eine neue Schule der Teekunst: Lose, getrockneter Blätter wurden jetzt direkt aufgegossen. Die zu seiner Zubereitung notwendigen Gerätschaften erfuhren besondere Aufmerksamkeit, oft arbeiteten Gelehrte mit Künstlern zusammen, um Gefäße und Geräte nach ihren Vorstellungen zu gestalten. Die neue Zubereitung erforderte die Entwicklung eines besonderen Gefäßtyps: Erstmals wurden spezielle Teekannen aus Porzellan oder unglasiertem Ton gefertigt. Während am Kaiserhof und in den Residenzen des Hochadels Teegeschirr aus Porzellan oder Edelmetallen gebräuchlich war, erfuhren Tonkannen aus Yixing besondere Wertschätzung unter Gelehrten und Intellektuellen.
Mönche des Songluo-Bergs in Anhui entwickelten eine neue Technik, um die Oxidation der grünen Teeblätter an der Luft zu verhindern: War dies bisher durch Dämpfen geschehen, wurden die Teeblätter nun in einer trockenen Pfanne erhitzt („geröstet“). Die neue Technik verbreitete sich in anderen Anbaugebieten. Im 16. Jahrhundert entdeckten Teepflanzer im Wuyi-Gebirge, dass man die Teeblätter auch teilweise oxidieren lassen konnte, bevor sie geröstet wurden. Auf diese Weise entstand ein dunklerer Tee von intensivem Geschmack. Das Wuyi-Gebirge gilt als Entstehungsort des Oolong-Tees.

### Kulturrevolution und modernes China

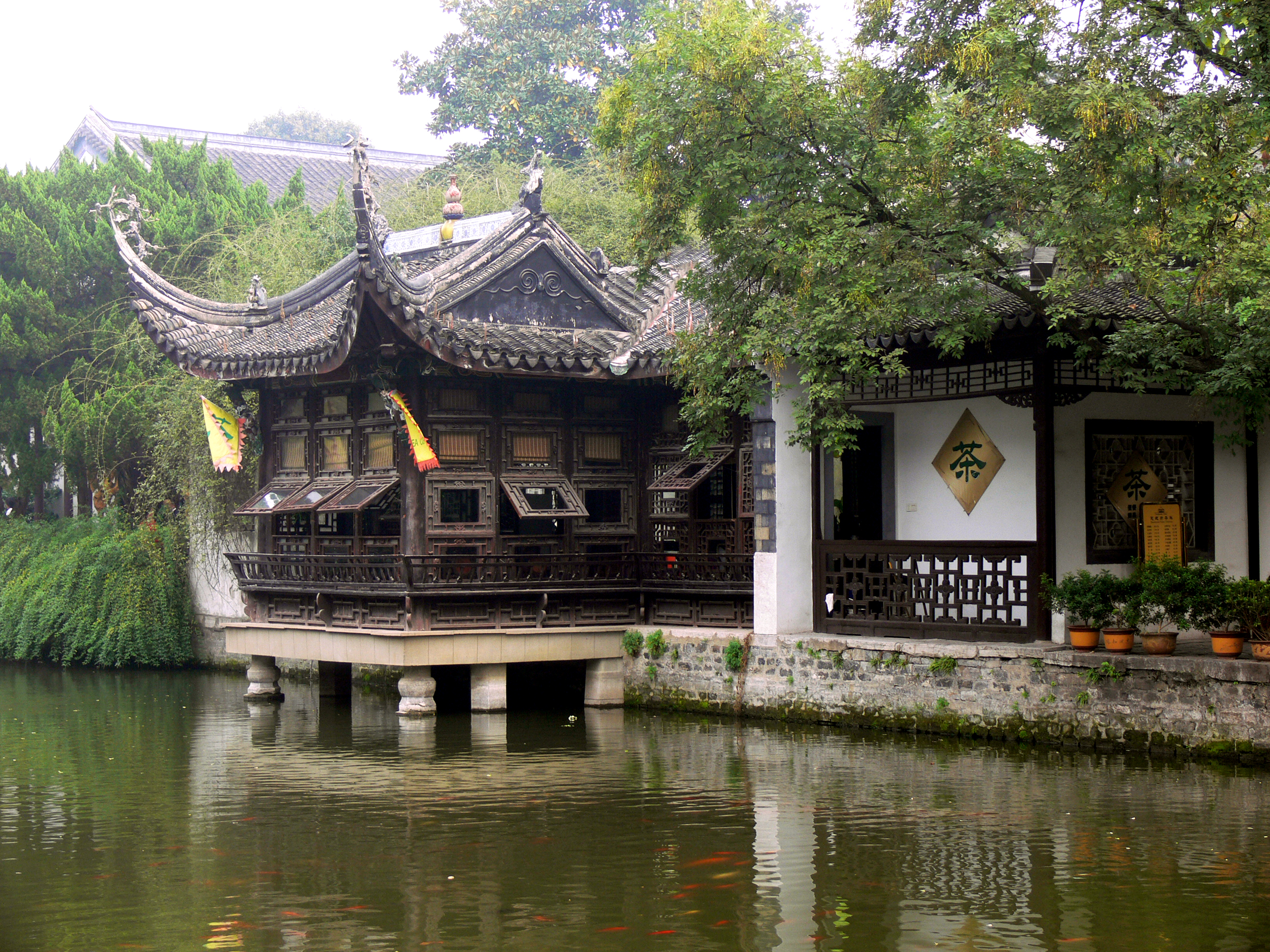
Historisches Teehaus, Nanjing

In früheren Zeiten gab es sehr viele öffentliche Teehäuser in China, die jedoch während der Kulturrevolution schließen mussten. Heute gibt es in den Städten wieder öffentliche Teehäuser. Unter Mao Zedong flohen neben Intellektuellen auch viele Teemeister in die Republik China auf Taiwan. Im Zuge der Reform- und Öffnungspolitik Deng Xiaopings wurden chinesische Traditionen wiederbelebt und in den Dienst der neuen politischen und wirtschaftlichen Ziele gestellt. Teegenuss gilt nicht mehr als Merkmal der „Ausbeuterklasse“, sondern wird von der chinesischen Regierung als Teil der kulturellen Verkörperung eines „Sozialismus chinesischer Prägung“ propagiert. Als weltgrößter Teeproduzent (2018: 2,8 Millionen Tonnen) hat Tee für das moderne China auch wirtschaftliche Bedeutung.

## Zubereitung
Die chinesische Teekultur unterscheidet drei historische Schulen: In der Tang-Dynastie wurde der Tee zusammen mit dem Wasser aufgekocht, bis das Wasser die richtige Färbung annahm, wobei pulverisierter Tee verwendet wurde. Da diesem Tee eine Prise Salz zugefügt wurde, heißt diese Methode auch „Schule des gesalzenen Pulvertees“. Während der Song-Dynastie wurde die Teekunst verfeinert, das Teepulver wurde nun mit heißem Wasser aufgegossen und mit einem Bambusbesen schaumig geschlagen. Die Kunst der Teemeister bestand darin, dass der Schaum so lange wie möglich erhalten blieb. Das nennt man die „Schule der geschäumten Jade“. In der Ming-Phase wurden dann ganze Teeblätter verwendet, diese Periode heißt auch die „Schule des duftenden Blattes“. Zu dieser Zeit entstand auch die Zeremonie namens Gongfu Cha (工夫茶,  Gōngfu chá). Dazu wird Oolong- oder Pu-Erh-Tee verwendet.

### Teezeremonie

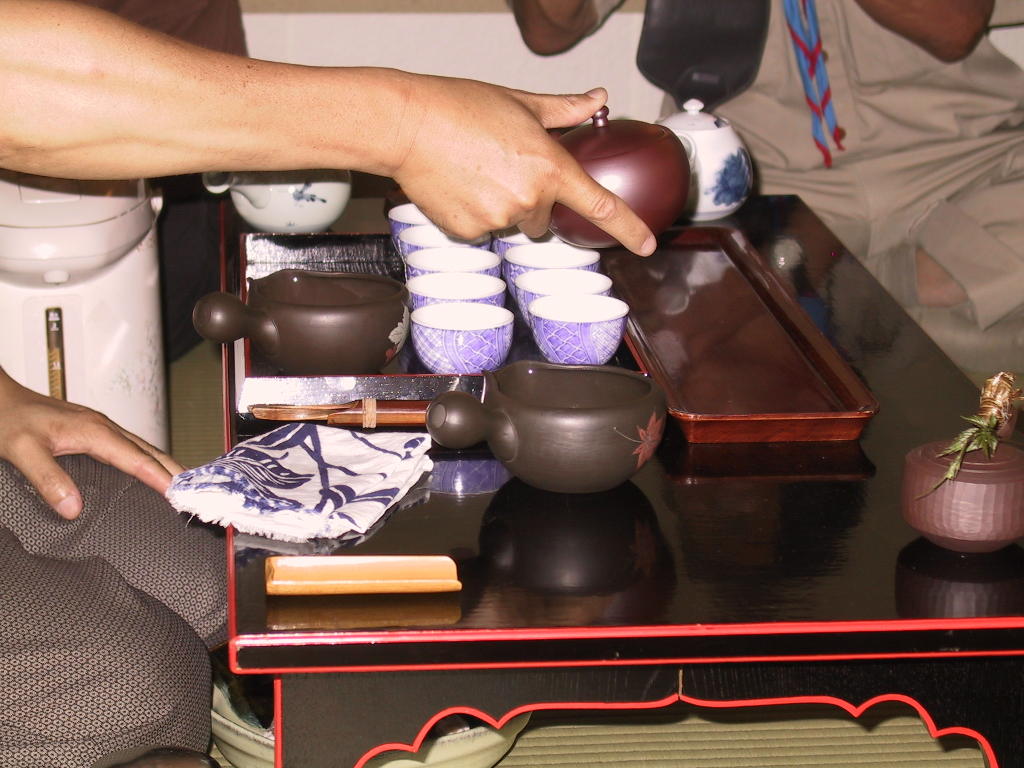
Vorbereitung zur Teezeremonie

Die chinesische Teezeremonie wurde nie zu einem so ausgefeilten Ritual entwickelt wie die japanische, ihre Ausführung ist weniger an einen Ort, wie beispielsweise ein Teehaus oder einen Teeraum, gebunden. Im Vordergrund steht der gemeinsame Genuss des Tees, die hierfür notwendigen Gerätschaften und Handlungen dienen dessen bestmöglicher Zubereitung.
Es gibt mehrere Arten der Teezeremonie in China, wozu jeweils unterschiedliche Teesorten verwendet werden. Die verbreitetste Art ist Gongfu Cha zur Zubereitung von Oolong- und Pu-Erh-Tee. Hierbei werden zunächst die Teeschalen und die Kanne mit heißem Wasser gereinigt und vorgewärmt. Dann werden die Teeblätter in die Kanne gegeben und mit heißem Wasser übergossen. Dieser erste Aufguss öffnet nur die Blätter und mildert die Bitterkeit der späteren Aufgüsse – er wird sofort in die Schälchen abgegossen und nicht getrunken. Er heißt „Aufguss des guten Geruchs“. Die Kanne wird ein zweites Mal mit Wasser gefüllt, der Tee zieht darin etwa 10 bis 30 Sekunden. Der Aufguss wird dann entweder „schichtweise“ gleich in die Teeschalen oder zunächst in ein Dekantiergefäß gegeben, damit jeder Gast die gleiche Aufgussqualität erhält. Das ist der „Aufguss des guten Geschmacks“. Die Aufgüsse werden mehrfach wiederholt, wobei die Teeblätter in der Kanne bleiben. Bei guter Teequalität sind mehrere Aufgüsse möglich (Aufgüsse der „langen Freundschaft“). Dabei lässt man den Tee jeweils etwas länger ziehen als zuvor. Da die Teeblätter unmittelbar nach einem Aufguss nicht weiter ziehen sollen, wird der Tee sofort vollständig aus der Kanne ausgeschenkt. Jeder Aufguss schmeckt anders. In einer verfeinerten Variante der Teekunst wird der Aufguss zunächst in Duftbecher gegossen und von diesen in die Trinkschalen; der Teetrinker begutachtet dann das Aroma des Tees zunächst durch Riechen am geleerten Duftbecher.

### Regionale Vorlieben
Obwohl die meisten Chinesen grünen Tee trinken, gibt es gewisse Unterschiede. In Peking ist der Jasmintee sehr beliebt, der auch in vielen Chinarestaurants angeboten wird. In der südchinesischen Provinz Fujian wird schwarzer Tee getrunken. Die Tibeter benutzen so genannten „Ziegeltee“, also pulverisierten Grüntee, der mit Hilfe von Reiswasser zu Blöcken gepresst und getrocknet wird. In dieser Form wurde der Tee zur Zeit der Tang-Dynastie in ganz China verkauft. Der Block wird in einer Kanne aufgekocht und mit etwas Salz gewürzt, zu Ehren von Gästen auch noch mit Yak-Butter. Mongolische Hirten in Nordchina versetzen ihren Tee mit Milch und einer Prise Salz. In Südchina kennt man auch die Zubereitung des Tees mit Früchten, der Gästen als Zeichen der Ehrerbietung gereicht wird. In der Provinz Hunan wird der Tee für Gäste mit gerösteten Sojabohnen, Sesam und Ingwerscheiben versetzt. Nach dem Leeren der Schale werden diese Beigaben aufgegessen.

## Yum Cha
Yum Cha (飲茶 / 饮茶,  yǐnchá, Jyutping jam2caa4) ist ein chinesischer Begriff, der heute meist nur in den Regiolekten der chinesischen Sprache erhalten ist. Am bekanntesten ist beispielsweise im Kantonesischen und bedeutet wörtlich übersetzt „Tee trinken“. Umgangssprachlich nutzt man in der kantonesischen Sprache manchmal auch gerne den gleichwertigen kantonesischen Begriff Tan Cha (kant. 嘆茶 / 叹茶,  tàn chá, Jyutping taan3 caa4), was „Tee genießen“ bedeutet. Yum Cha bezeichnet eine spezielle Teemahlzeit, zu der verschiedene warme Häppchen serviert werden, die als Dim Sum bekannt sind. Diese Mahlzeit und Kultur (飲茶文化 / 饮茶文化,  yǐnchá wénhuà, Jyutping jam2caa4 man4faa3 – „Yincha-Kultur, Tee-Trinken-Kultur“) ist vor allem in der Provinz Guangdong, in Hongkong und in Macau üblich. Es kann sich dabei um einen Zwischen- oder Hauptmahlzeit handeln, die historisch in Teehäusern angeboten werden. Doch heutzutage sind es meist große Restaurants, in denen vor allem am Wochenende von Familien dort diese Mahlzeit als eine Art Brunch eingenommen wird und mehrere Stunden dauern kann. Manche Gaststätten oder die (heute meist aus ökonomischen Gründen selten gewordenen) traditionellen Teehäuser, die Senioren, berufliche Frühaufsteher oder Frühsportler als Zielgruppen haben (飲早茶 / 饮早茶,  yǐn zǎochá, Jyutping jam2 zou2caa4), öffnen ihren Betrieb schon sehr früh gegen 4:30 Uhr morgens. Traditionell gibt es in solchen Teehäusern „drei Teezeiten“ pro Tag, wo verschiedene Gäste diese Teehäuser besuchen. Dazu zählen der Morgentee (早茶), der Mittagstee (午茶) und der Nachttee (夜茶), wobei die größte Gästegruppe meist zum Morgentee kommt. Die Geschichte der kantonesischen Yum-Cha-Kultur reicht nachweislich bis ins frühe 19. Jahrhundert zur Regierungszeit des chinesischen Kaisers Xianfeng (1831–1861) in der Qing-Ära zurück zu einem Teehaus namens Yiliguan (一厘館) der Stadt Foshan.

## Teegeschirr
Ursprünglich bestand das chinesische Teegeschirr (茶具 chájù) nur aus Teeschalen; gekocht wurde der Tee in großen Kesseln, aus denen er dann mit Schöpfkellen eingeschenkt wurde. Während der Song-Dynastie fingen die Gelehrten an, Tee-Utensilien als kostbare Objekte anzusehen und zu sammeln, parallel zur Entwicklung der Teezeremonie.
Die ältesten bekannten Teekannen, die nachweislich in China benutzt wurden, waren nicht aus Porzellan, sondern aus rötlicher Keramik und wurden zur Zeit der Ming-Dynastie in Yixing hergestellt. Einer der berühmtesten frühen Töpfermeister war Shi Dabin (時大彬 / 时大彬,  Shí Dàbīn), tätig in der zweiten Hälfte des 16. Jahrhunderts. Von großer Wichtigkeit für die Entwicklung der Yixing-Teekeramik war außerdem der Gelehrte und Regierungsbeamte Chen Mansheng (陳曼生 / 陈曼生,  Chén Mànshēng, 1768–1822), der eng mit verschiedenen Töpfern zusammengearbeitet hat und 18 unterschiedliche Formen für Teekannen entworfen haben soll. Die zu seiner Zeit einsetzende Massenproduktion lehnte er ab. Im 18. Jahrhundert wurde es Mode, die Teekannen mit Kalligraphien und Zeichnungen zu verzieren. Die Kannen galten als Kunstwerke und wurden von den jeweiligen Töpfern signiert. Zur Zeit des Kaisers Kangxi wurden Teekannen auch emailliert oder mit Lackschichten überzogen, in die Muster geritzt wurden.
Außerhalb Chinas erlangte vor allem Teegeschirr aus Porzellan Berühmtheit. Das international bekannteste ist das Blau-Weiß-Porzellan. Die größte Porzellanmanufaktur hierfür gab es in der Provinz Jiangxi in der Stadt Jingdezhen. Dieses Dekor entstand schon zur Zeit der Yuan-Dynastie und wurde von Marco Polo in dessen Reisebericht („Il Milione“) erwähnt. Es wurde jedoch von Anfang an auch für Essgeschirr benutzt. Das Monopol für den Export des Porzellans besaß der Kaiser.
Nach dem Opiumkrieg verloren die Töpfer und Porzellanhersteller an Bedeutung. Die Kulturrevolution bedeutete dann für einige Zeit das Aus für jegliches Kunsthandwerk, da es als reaktionär galt. Hergestellt wurde nur noch einfache Gebrauchskeramik. Ende der 1970er Jahre kam es dann zu einer Liberalisierung.

## Soziale Bedeutung

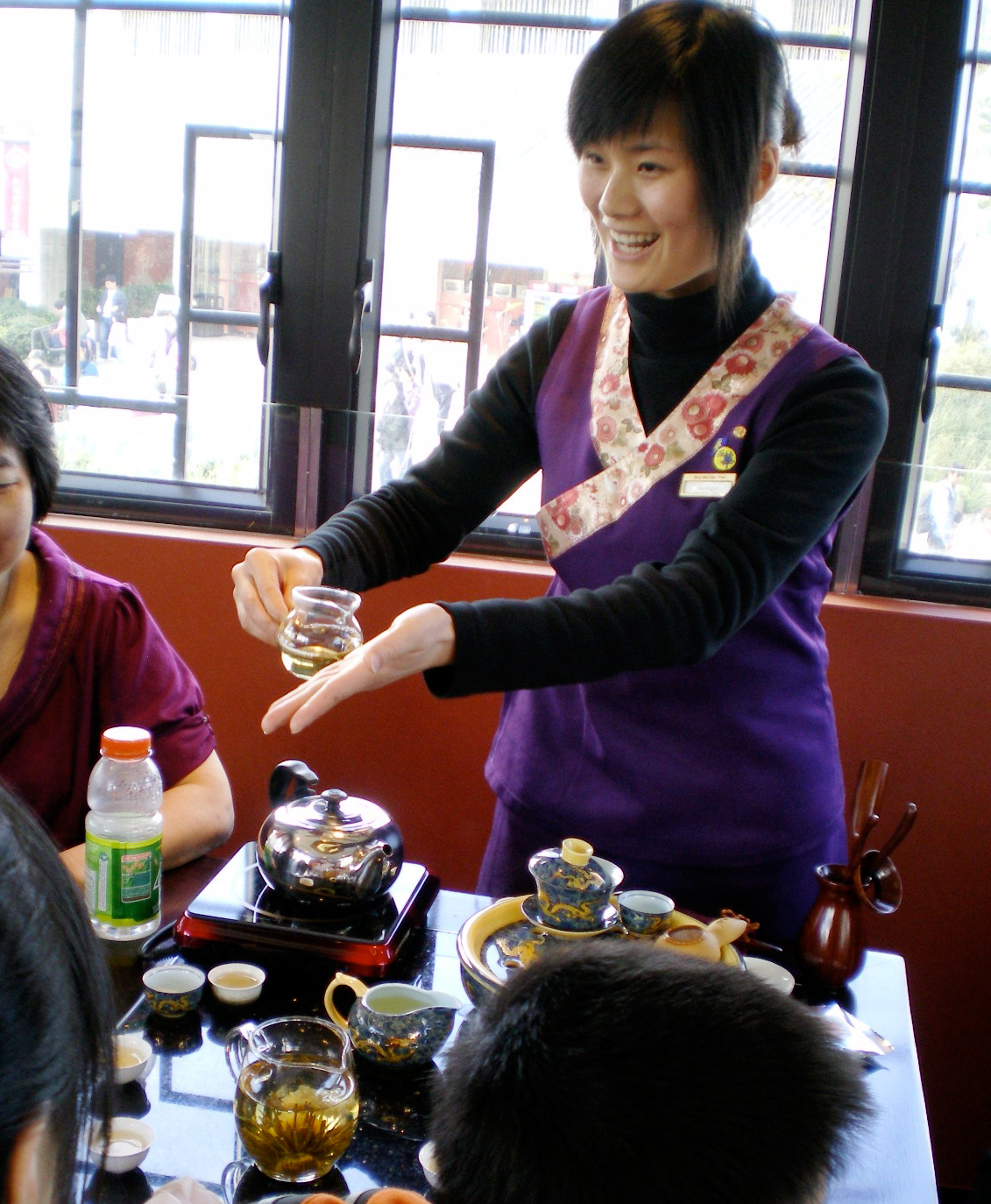
Bedienung im Teehaus

Gäste werden in China zum Zeichen der Wertschätzung immer mit Tee bewirtet. Diese Geste existiert bis heute auch noch innerhalb der Familien. Die jüngere Generation bietet der älteren Tee an, um ihre Ehrerbietung zu zeigen (siehe z. B. Baishili – 拜師禮 / 拜师礼 Pinyin bàishīlǐ Jyutping baai3si1lai5 – Zeremonie zur Aufnahme des Meister-Schüler-Verhältnisses). Die Fähigkeit, guten Tee zuzubereiten, war früher auch ein wichtiges Kriterium bei der Auswahl künftiger Schwiegertöchter. In den wohlhabenderen Familien der Han-Chinesen zeigte die Teekanne den sozialen Status einer Person an: Für die Diener, Tagelöhner etc. gab es eine große Kanne aus Zinn, die in einem Holzeimer mit Öffnung stand. Hielt man den Eimer schräg, floss der Tee heraus; so brauchte man keine Teeschale. Eine kleinere Porzellankanne war für die Familie und Gäste bestimmt. Das Familienoberhaupt und Ehrengäste tranken ihren Tee dagegen aus Teeschalen mit Deckeln.
Tee spielt auch bei vielen Bräuchen eine wichtige Rolle als symbolische Gabe, vor allem bei Hochzeits- und Verlobungsbräuchen. Die Verlobungsgeschenke der Han-Chinesen heißen heute noch „Teegeschenke“. Das geht auf die Song-Dynastie zurück, als es üblich wurde, der Familie der auserwählten Braut Tee zu überbringen. Der Heiratsvermittler hieß „Teedosenträger“. In der Provinz Jiangsu wurde der Bräutigam am Tag der Hochzeit von den männlichen Verwandten im Haus der Braut mit Tee empfangen, wobei er drei Tassen zu trinken hatte, die der „Tee des Türöffnens“ genannt wurden. Dann durfte er auf die Braut warten. In der Provinz Hunan gehörte Tee zur Hochzeitsfeier. Das Brautpaar bot reihum allen Gästen Tee an als Zeichen der Wertschätzung (敬茶,  jìngchá – „jmdn. Tee respektvoll darreichen“), die sich wiederum mit Geldgeschenken (Hóngbāo) bedankten. Dann trank das Paar eine Tasse Tee „für die Zusammenführung der Kopfkissen“. Bei der Bai-Nationalität gehört ein Teeritual im Schlafzimmer der Brautleute zu den Hochzeitsbräuchen. Das Paar bietet den dort anwesenden Gästen dreimal hintereinander Tee an, zuerst bitteren, dann gesüßten Tee mit Nusskernen und schließlich süßen Milchtee – zuerst bitter, dann süß, dann ein Geschmack zum Nachdenken.
Von einer Schwiegertochter wurde früher auch erwartet, dass sie es verstand, guten Tee zuzubereiten. Am Tag nach der Hochzeit hatte das neuvermählte Paar früh aufzustehen und den Schwiegereltern (Eltern) Tee zu servieren. In traditionellen Großfamilien, wo mehrere Generationen unter demselben Dach zusammenwohnt, erfolgt dieser Brauch hierarchisch nach Rangfolge der Familienmitglieder. Auch war es üblich, dass der älteste Sohn oder die älteste Tochter einer Familie den Eltern jeden Morgen im Namen der Kinder eine Tasse Tee brachte.

## Galerie

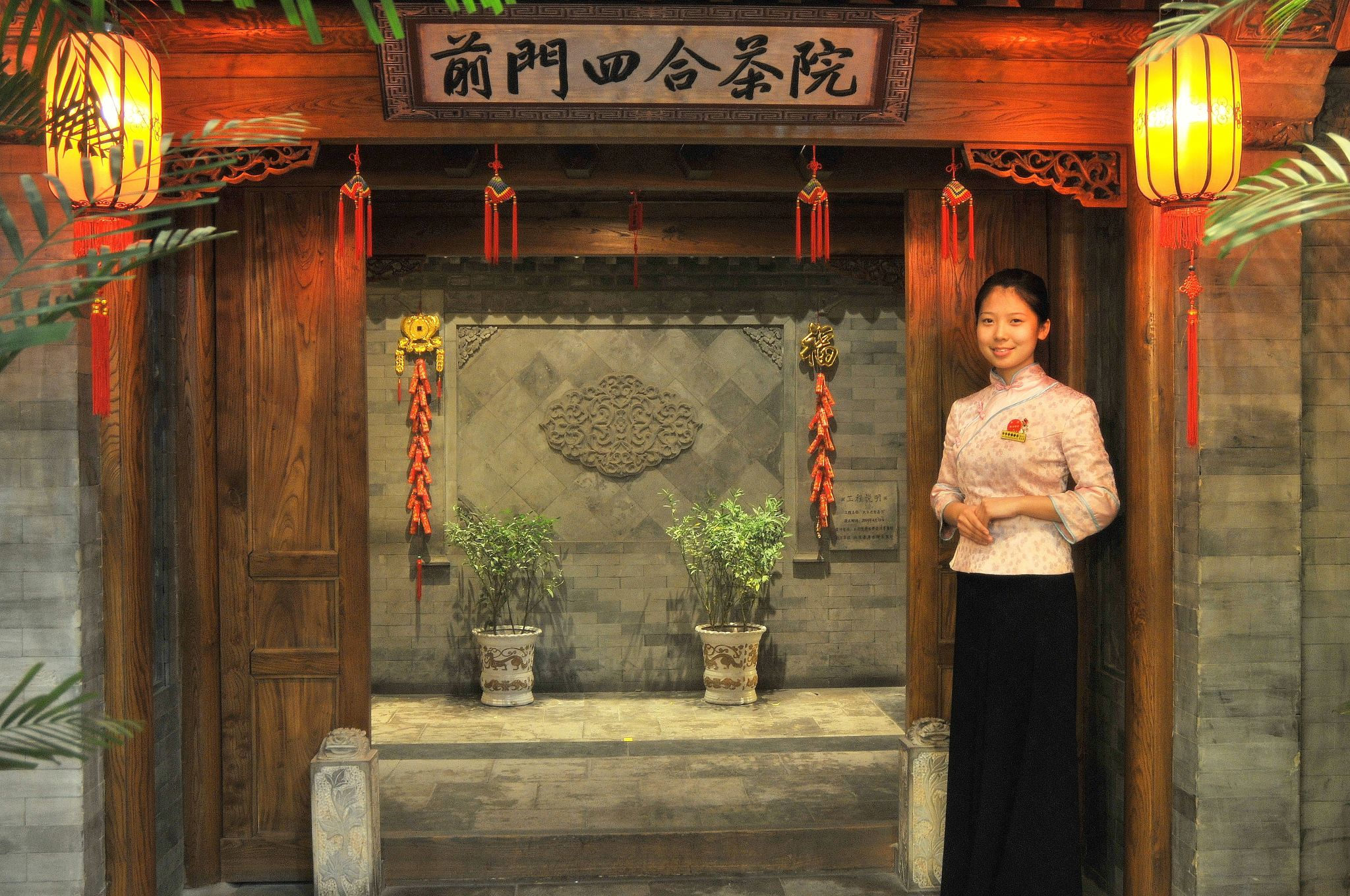
Teehaus in einem Vierseitenhof, Peking
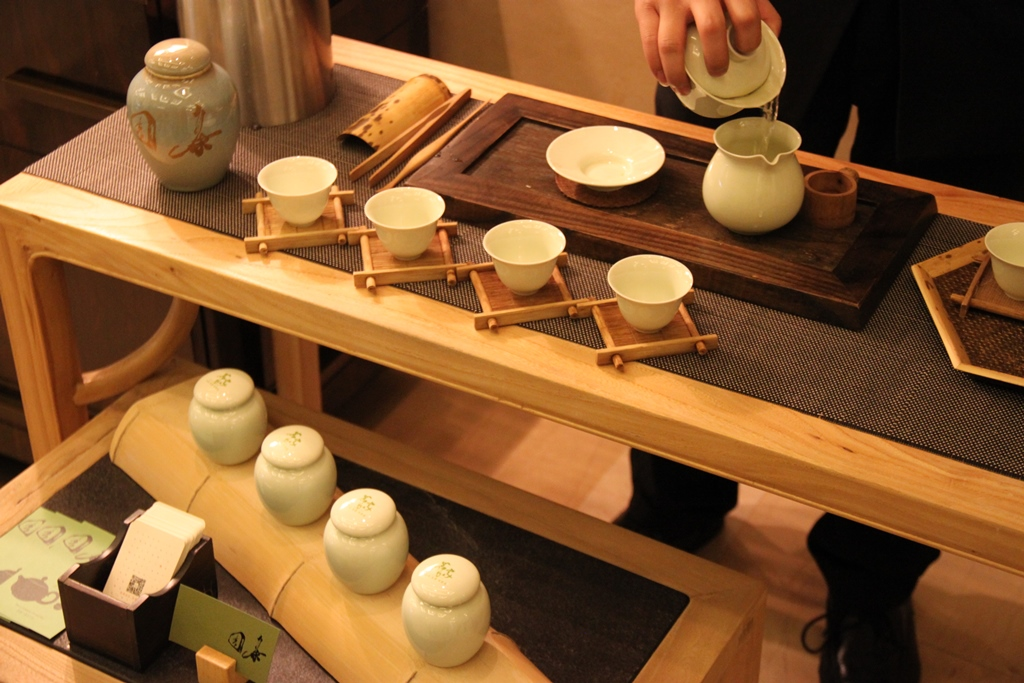
Teezubereitung – Teezeremonie, Peking
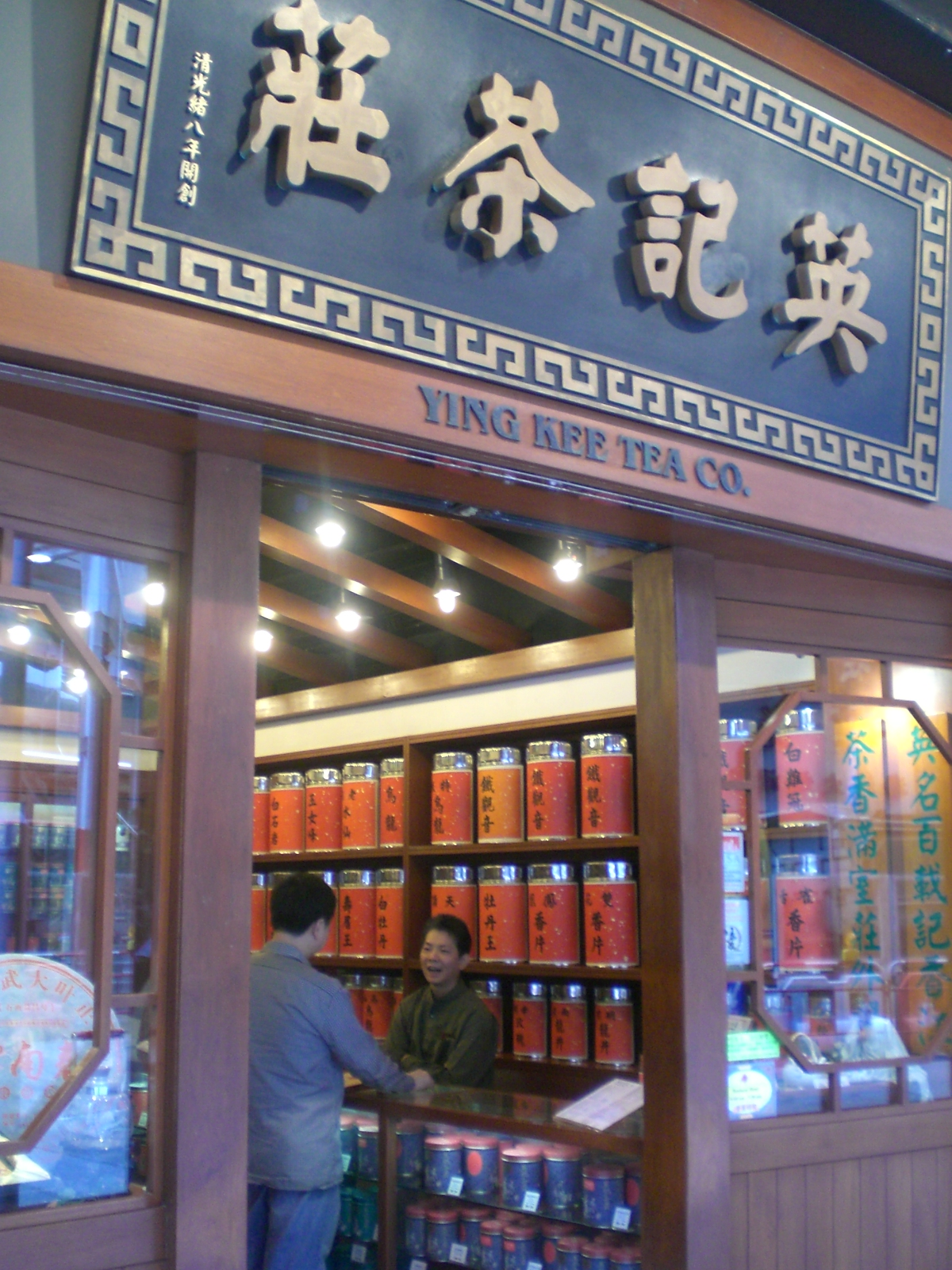
Teeladen – 英記茶莊 – in Hongkong
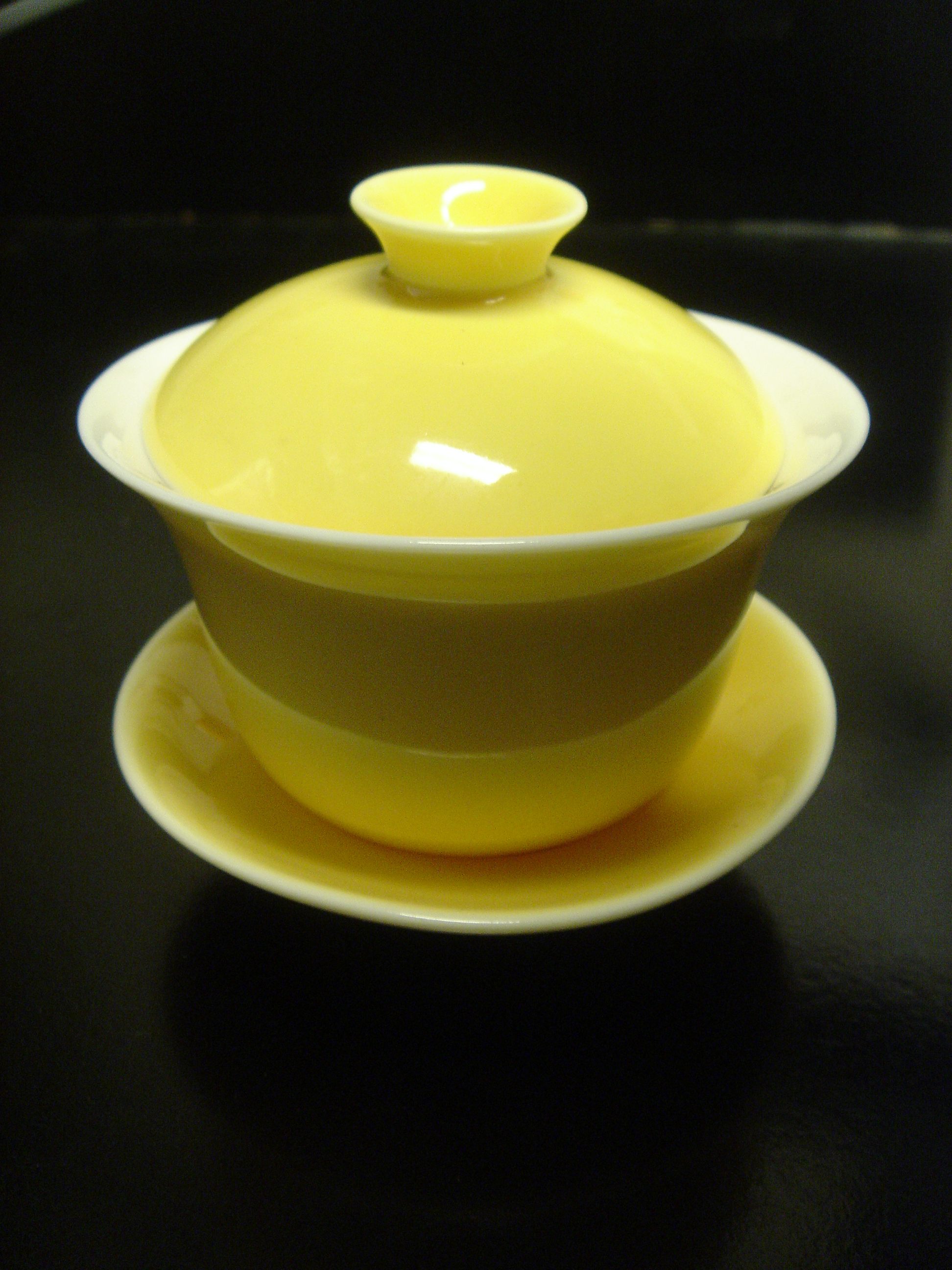
Chinesisches Gaiwan – Teegeschirr
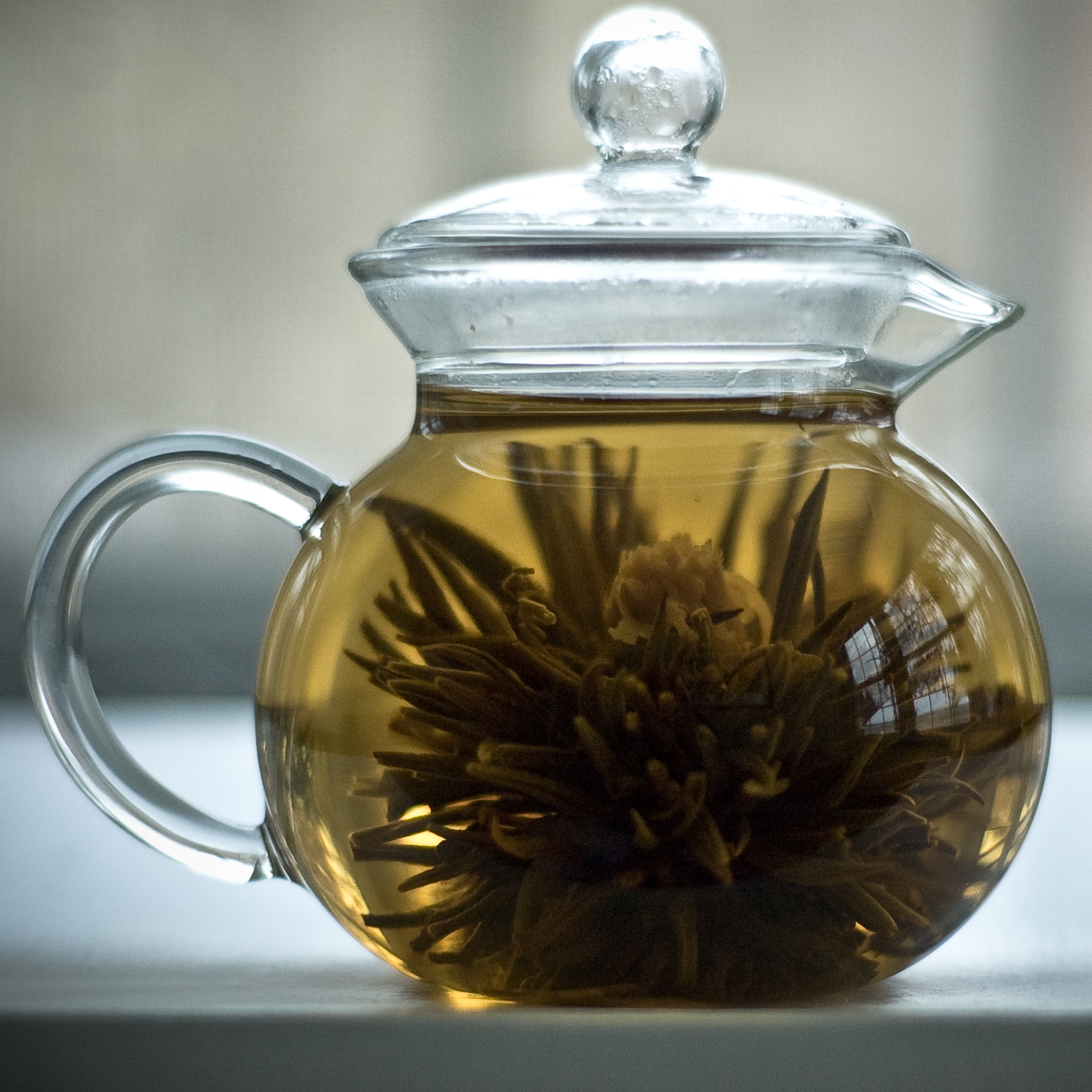
Teeblume – dekoratives Teebündel
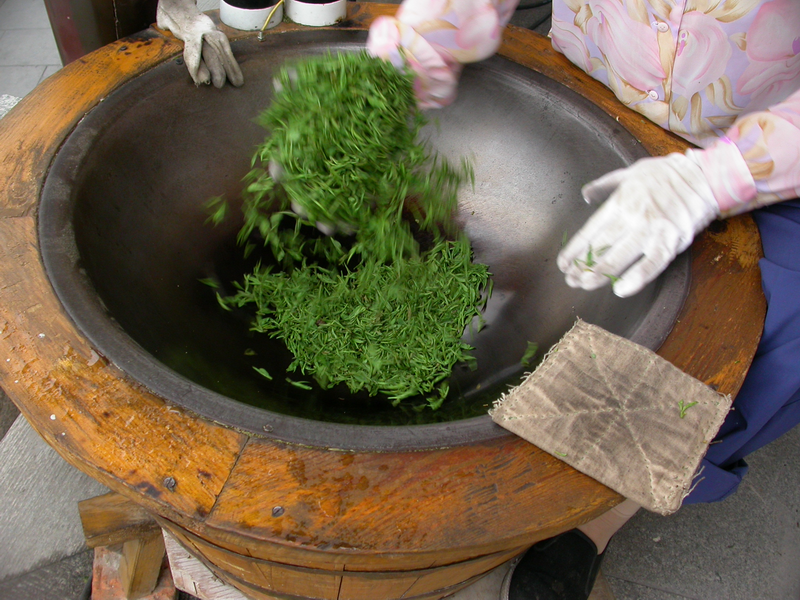
Manuelles Rösten von frischem Longjing-Tee